# Teatro Principal (Pontevedra)
El Teatro Principal de Pontevedra, (Galícia), és un teatre situat en el centre històric, a la rua Paio Gómez Charino s/n. Va ser inaugurat el 1997, obra de l'arquitecte José Ramón Miyer Caridad després d'haver guanyat un concurs d'avantprojectes l'any 1985. La façana, amb un bons finestrals, segueix mantenint el frontó tradicional. Consta de dues sales d'exposicons i un auditori amb capacitat per a 434 espectadors. L'escenari fa 52 m² i està dotat d'una plataforma mòbil. Un fals sostre millora l'acústica de la sala.